# 梨果仙人掌
梨果仙人掌又名食用仙人掌（学名：Opuntia ficus-indica）为仙人掌科仙人掌属的植物。分布于吉海及红海沿岸、澳洲大陸全境、毛里求斯、南非、东非、夏威夷以及台湾、云南、广东、四川、福建、贵州、浙江、广西等地，生长于海拔600米至2,900米的地区，多生在热河谷，目前尚未由人工引种栽培。

## 别名
仙桃（川西俗称）

## 异名
- Opuntia dillenii (Ker.-Gawl.) Haw.

## 扩展阅读
- 維基物種上的相關：食用仙人掌